# Perkele (grup de música)
Perkele és un grup de música Oi! de Göteborg (Suècia), on va començar el 1993. Les seves cançons tracten temes com l'exaltació de la classe obrera, la cervesa i la lluita contra el sistema. Els països on més popularitat té aquesta formació són Suècia i Alemanya, tot i que últimament està aconseguint força popularitat també entre skinheads d'altres països com Rússia, Polònia, Catalunya, França i fins i tot a Colòmbia, Costa Rica o als Estats Units.
A Alemanya, la formació és sovint categoritzada com a dretana. Perkele ha desmentit en diverses entrevistes tenir simpaties amb els racistes o els feixistes prenent aquestes legacions per absurdes, atès que hi ha un membre hindú en la formació de la banda. Cançons com "Yellow & Blue" van ser compostes com a reacció a aquestes acusacions, demostrant que poden ser patriotes sense haver de ser de dretes.

## Història
Perkele va néixer a 1993 en un soterrani a la ciutat sueca de Göteborg format per Ron (guitarra, veu), Chris (baix) i Jonsson (bateria). El primer àlbum es va anomenar "Från flykt till kamp" i va sortir a la venda el 1998 amb 540 còpies i totes les cançons en suec. Es van donar a conèixer a tot Europa amb l'àlbum "Voice of anger", que va sortir a la venda el 2001 i on van començar a cantar en anglès.

## Actuacions a Catalunya
Les últimes actuacions de la formació al país han estat:
- 2006 - Sala Apolo a Barcelona a l'Oktoberfest
- 2008 - Sala Razzmatazz a Barcelona[2]
- 2010 - Sala Razzmatazz a Barcelona[3]
- 2012 - Sala Apolo a Barcelona a l'Oktoberfest[4]

## Discografia
- Från flykt till kamp (1998; Bootboy Records)[5]
- Voice Of Anger (2001; Bronco Bullfrog Records)[6]
- No Shame (2002; Blind Beggar Records)
- Stories from the Past (2004; Blind Beggar Records)
- Göteborg EP (2003; Blind Beggar Records)
- Confront (2005; Bandworm Records)
- Längtan (2008; Bandworm Records)
- Songs for you “live in Magdeburg” (2008; Bandworm Records)
- Perkele Forever (2010; Bandworm Records)
- A way out (2013; Bandworm Records)
- Best from the past (2016)
- Leaders of tomorrow (2019)

## Participació a recopilatoris
- Sonidos de la Calle (2000; Bronco Bullfrog Records), 2 cançons
- Brewed in Sweden (2001; Blind Beggar Records), 2 cançons